# Václav Zoubek
Václav Zoubek (* 25. září 1953 Verušičky) je český malíř, historik umění, kurátor a galerista. Patří do Středočeského sdružení výtvarníků, Českého fondu výtvarných umění (ČFVU) a do Skupiny Kamarádi.

## Život
V letech 1969–1973 navštěvoval Střední odbornou škola výtvarná v Praze v Hollarově ulici. Po ukončení střední školy neuspěl u přijímacích zkoušek na AVU a nastoupil jako propagační výtvarník v Rakovnických keramických závodech. V letech 1975–1981 studoval na pražské Akademii výtvarných umění v ateliéru Oldřicha Oplta a Jana Smetany. Během studia roku 1979 zvítězil se svou mimoškolní prací na celostátní soutěži uměleckých škol a roku 1980 byl na studijním pobytu v Královské akademii v Antverpách.
Po ukončení studia přijal zaměstnání v rakovnické galerii. Po pádu komunistického režimu roku 1989 byl jmenován ředitelem Okresního muzea a galerie v Rakovníku. K vlastní tvorbě se vrátil až roku 1995.

## Dílo
Ve výtvarné činnosti je u něho prvořadá figurální tvorba, kdy je inspirován ženskými půvaby. Orientuje se též na krajinomalbu, tvorbu zátiší a portrétů. V roce 2002 publikoval knihu o sochaři Ladislavu Janouchovi. Z realizací je nejvýznamnější fresková výzdoba speciálních škol v Rakovníku. Pracuje na výtvarné topografii rakovnického regionu. Je autorem velké řady knih zabývajících se výtvarným uměním.

### Texty k výstavám (výběr)
- Jan Smetana: Výběr z malířského a grafického díla z let 1942–1948, 1983
- Karel Souček: Krajiny z Hřebečníků, 1998
- Bohumil Heinz: Rytiny, kresby, obrazy, poštovní známky, 1988
- Karel Liebscher: Rakovnicko, 1988
- Karel Boháček: Figurální kresby, 1989
- Tomáš Vosolsobě, 1994
- Bohumil Heinz: Český rytec, 1994
- Tomáš Vosolsobě, 1999
- Václav Rabas ve sbírkách Rabasovy galerie, 1999
- Václav Zoubek: Obrazy z let 1997–2000, (rozhovor) 2000
- Jiří Hruška: Malby, 2002
- Václav Zoubek: Malby z let 1976–2001, 2002
- Rudolf Puchold: Užitá grafika, 2002
- Grafika Václava Rabase ve sbírkách Rabasovy galerie Rakovník, 2003
- Václav Zoubek: Věci, 2005
- Radek Andrle, 2006
- Tomáš Vosolsobě: Přelom padesátých a šedesátých let - obrazy a kresby, 2006
- Jaroslav Valečka: Obrazy, 2009 (s R. Janásem)
- Jan Grimm: Obrazy, 2009
- Maria Varvodičová: Vlast jako erbologie, 2009
- Otakar Synáček, 2009
- Václav Zoubek: Metopy, čaje,..., 2010